# Smallcreep's Day
Smallcreep's Day è il primo album in studio del musicista britannico Mike Rutherford, pubblicato nel 1980 dalla Charisma Records.

## Storia
Il disco fu registrato presso i Polar Studios di Stoccolma, di proprietà degli ABBA, con la coproduzione di David Hentschel, all'epoca già produttore di tre album dei Genesis – di cui Rutherford faceva parte – e in seguito, nell'autunno del 1979, anche del loro successivo Duke. Lo stesso anno Hentschel coprodusse, sempre ai Polar Studios, anche il primo album da solista di Tony Banks, A Curious Feeling.
Concettualmente Smallcreep's Day è basato sull'omonimo racconto surrealista dell'autore britannico Peter Currell Brown, che il chitarrista/bassista aveva scoperto poco tempo prima e che riadattò per dargli un finale positivo.
Il primo lato dell'edizione originale in vinile era interamente occupato dall'omonimo brano, una suite in sette parti la seconda delle quali, Working in Line, fu pubblicata come primo singolo.
L'intero album vede la chitarra solista presente in misura molto maggiore rispetto a tutte le successive pubblicazioni di Rutherford sia con i Genesis che come artista solista (Acting Very Strange) nonché leader di Mike + The Mechanics.
Degna di nota la partecipazione all'album di Anthony Phillips, già chitarrista e autore sui primi due album dei Genesis, che qui compare invece in veste di tastierista. Rutherford due anni prima aveva collaborato, anche come autore, al primo album da solista di Phillips The Geese and the Ghost.

## Tracce
Testi e musiche di Mike Rutherford.
Lato A
1. Smallcreep's Day – 24:37

Lato B
1. Moonshine – 6:26
2. Time and Time Again – 4:53
3. Romani – 5:22
4. Every Road – 4:12
5. Overnight Job – 5:44

## Formazione
Musicisti
- Mike Rutherford – chitarra, basso
- Noel McCalla – voce
- Ant Phillips – tastiera
- Simon Phillips – batteria
- Morris Pert – percussioni

Produzione
- David Hentschel – produzione, ingegneria del suono
- David Bascombe – assistenza tecnica

## Classifiche
| Classifica (1980) | Posizione massima |
| ----------------- | ----------------- |
| Regno Unito       | 13                |